# Georges Pintens
Georges Pintens (* 15. Oktober 1946 in Antwerpen) ist ein ehemaliger belgischer Radrennfahrer.
Als Amateur konnte Pintens die Amateurversion des Klassikers Paris–Roubaix gewinnen. 1968 wurde er Profi. Mit dem Sieg bei Lüttich–Bastogne–Lüttich gelang ihm ein Sieg bei einem der fünf Monumente des Radsports. Auch bei Etappenrennen gewann er mehrere Etappen und konnte so auch bei der Tour de Suisse 1971 und der Ruta del Sol gewinnen. Während seiner Laufbahn als Berufsfahrer bis 1976 gewann er insgesamt 32 Rennen, alle auf der Straße.
Die beiden ehemaligen Shorttrackläuferinnen Bea und Sofie sind seine Töchter.

## Erfolge
1968
- zwei Etappen Tour de France

1969
- Mannschaftszeitfahren Belgien-Rundfahrt
- Rund um den Henninger-Turm

1970
- eine Etappe Critérium du Dauphiné Libéré
- Hoeilaart-Diest-Hoeilaart
- Amstel Gold Race
- eine Etappe Luxemburg-Rundfahrt

1971
- Druivenkoers-Overijse
- Gesamtwertung und eine Etappe Tour de Suisse
- Mailand–Turin
- Gent–Wevelgem

1972
- Grosser Preis des Kantons Aargau

1973
- Gesamtwertung und eine Etappe Ruta del Sol
- Prolog (Mannschaftszeitfahren) Belgien-Rundfahrt
- Rund um den Henninger-Turm
- Omloop van West-Brabant
- GP Regio Oberwill
- Leimentalrundfahrt

1974
- Lüttich–Bastogne–Lüttich

1976
- eine Etappe Vuelta a España